# Contigo (canción de Danna Paola)
«Contigo» es una canción de la cantante mexicana Danna Paola. Fue lanzada el 8 de mayo de 2020 a través de Universal Music México.

## Video musical
El video musical de la canción se publicó el 20 de mayo de 2020 en YouTube y cuenta con la aparición de diferentes artistas musicales, actores y celebridades de internet. Actualmente el video cuenta con más de 50 millones de reproducciones.
Video lírico
Un video lírico de «Contigo» fue lanzado el mismo día que la canción en YouTube. El video logró obtener más de un millón de reproducciones en su primer día de lanzamiento. Actualmente cuenta con más de 11 millones de reproducciones en la plataforma.

## Historial de lanzamiento
| Región | Fecha             | Formato                     | Discográfica                            | Ref.  |
| ------ | ----------------- | --------------------------- | --------------------------------------- | ----- |
| Varios | 1 de mayo de 2020 | Descarga digital, Streaming | Universal Music, Universal Music México | [ 4 ] |